# Château Stein
Le château Stein (Steinsche Schloss) est un château situé près de Nassau en Rhénanie-Palatinat. Il était le château de la famille vom Stein (de). C'est ici qu'a grandi le ministre prussien et grand réformateur le baron vom Stein, détesté de Napoléon.

## Histoire
Le château est dans la famille Stein depuis le XIVe siècle. Lorsque la Guerre de Trente Ans éclate, les Stein partent de la Stein'sche Burg pour s'y installer. Dans les siècles qui ont suivi, le château a été agrandi.
Le style dominant en 1621 est celui de la Renaissance. En 1755, deux ailes baroques sont ajoutées au bâtiment. Le baron vom Stein ordonne ensuite au maître d'œuvre Johann Claudius von Lassaulx de faire agrandir le château pour commémorer les guerres de libération. On ajoute une tour octogonale néogothique en 1815-1816. 
Le château est actuellement la propriété des descendants de Stein en la personne du comte von Kanitz.

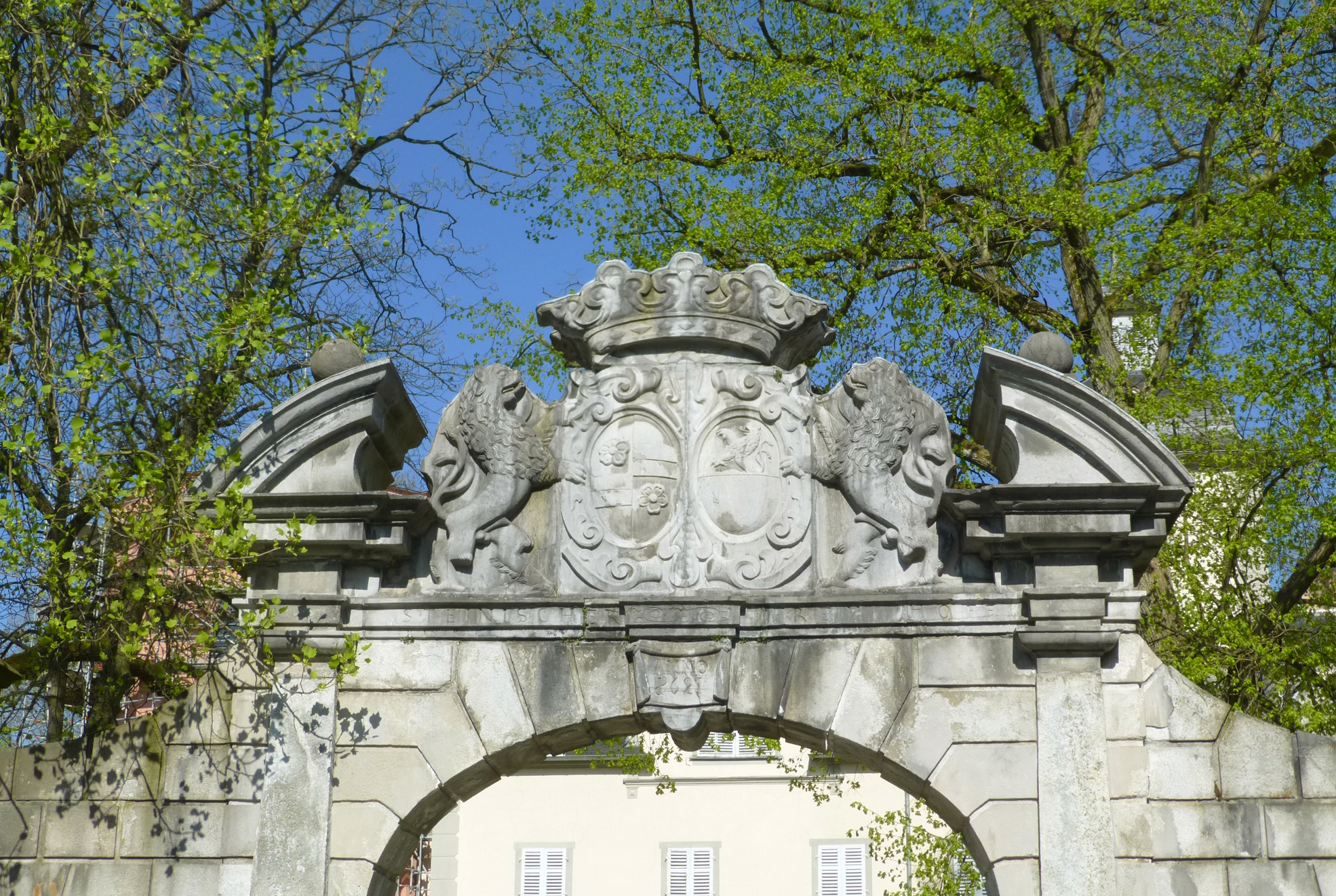
Armes du château.